# Метод аналізу товщин
Метод аналізу товщин (рос. метод анализа толщин; англ. method of thickness analysis; нім. Methode f der Dichteanalyse f) — визначення характеру тектонічного розриву в межах нафтогазового родовища шляхом здійснення аналізу товщин геологічних розрізів свердловин, який оснований на тому, що розрізи свердловин в зоні порушення збільшені (в зоні викиду) або зменшені (в зоні скиду) порівняно з аналогічним розрізом відкладів за межами цієї зони.